# 李嘉瑞
李嘉瑞（?—?），雲南省昭通府恩安縣人，清朝政治人物、同進士出身。
光緒三年（1877年），参加丁丑科殿試，登進士三甲第61名。同年五月，分部學習。